# Ochsendrift (Jütische Halbinsel)
Die Ochsendrift war im Spätmittelalter und in der Frühen Neuzeit ein Viehtrieb über den Ochsenweg (dän. Haervejen). Die mehr als 400 km lange Drift hatte ihren Ausgang im Norden der Halbinsel Jütland und führte zu den Märkten in Lübeck, Hamburg und Wedel.

## Europäischer Fernhandel mit Ochsen
Der Fernhandel mit Ochsen war von 1350 bis um 1800 ein wichtiger europäischer Wirtschaftsfaktor; besonders große Bedeutung hatte dieser Handel in den 200 Jahren zwischen 1500 und 1700. Bauern, adelige und kirchliche Grundherren, Händler und Viehtreiber waren ebenso profitabel beteiligt wie die zollerhebenden Landesherren, die marktbetreibenden Städte und die Schlachterzünfte. An den Wegen verdienten die Bauern durch Heuverkauf, Krüge boten Treibern und Handelsherren Unterkunft, und am Ende versorgten Häute, Hörner, Knochen und Talg weitere Gewerbe mit Arbeit und Verdienst. Wo verdient wird, kann auch gekauft werden, und so wurden in die Gegenrichtung die begehrten und hochwertigen Rheinischen Tuche verhandelt.
Von Polen, Schlesien und Ungarn aus nahmen Viehtriebe den Weg in die städtischen und höfischen Zentren der deutschen Herzogtümer Baiern, Schwaben und Franken. Die dortigen regionalen Agrarflächen waren seit um 1475 überwiegend zum Anbau von Feldfrüchten, von Flachs für die Barchentproduktion und zur Wollerzeugung durch Schafhaltung genutzt worden. So kam es dazu, dass der Fleischkonsum der Städte und fürstlichen Höfe, soweit er nicht durch Eigenproduktion zu decken war, aus Importgut befriedigt werden musste. Ähnliches galt für Venedig, das von 1450 an jährlich 15.000 bis 20.000 Ochsen aus Ungarn bezog. Der für Ungarn, Venedig und das habsburgische Österreich gewinnträchtige Handel war durch die Feldzüge Sultan Süleymans I. des Prächtigen von 1526 bis 1532, in deren Folge ein Teil Ungarns dem Osmanischen Reich eingegliedert wurde, schwer gestört worden. Dies wirkte sich auch auf den Handel ungarischer Ochsen zum Mittelrhein hin aus: Frankfurter Einkäufer suchten nun auf norddeutschen und dänischen Märkten nach Ersatz.

## Ochsen und Ochsendrift in Jütland

### Viehproduktion und Wegeverhältnisse
Von 1450 bis um 1750 exportierte Dänemark ausschließlich zwei Güter: Magervieh und Getreide. Den bedeutenderen Anteil nahm dabei die Viehproduktion ein, weil Vieh auch über schlechte Wege transportiert werden kann. Getreide hingegen benötigt Wagen als Transportmittel, für die das dänische Wegenetz jener Zeit überhaupt nicht oder nur für kurze Strecken geeignet war. Deshalb war ein Getreideanbau, der über eigenen oder regional absetzbaren Bedarf hinaus ging, für den dänischen Bauern oder Grundherrn nur dann sinnvoll, wenn ein Seehafen in der Nähe lag. Die enorme Viehproduktion Dänemarks in der frühen Neuzeit lag also nicht an den agrarischen Grundlagen, sondern war durch den schlechten Zustand der Wege vorgegeben. Viehproduktion und ruinöse Wegeverhältnisse standen in einem Funktionszusammenhang, dem auch weitere Wegeverschlechterung nichts anzuhaben vermochte. Hiervon profitierten alle, am meisten der dänische König und der Gottorfer Herzog, die sich, jedenfalls im Bereich des Herzogtums Schleswig, die Zolleinnahmen teilten, ohne in die Transportwege investieren zu müssen.

### Exportzahlen
Von etwa 1420 an waren in Herbsttriften Magerochsen exportiert wurden, deren Anzahl kaum 2000 Stück je Jahr überschritt. Die mittel- und westdeutschen Märkte akzeptierten aber gegen Ende des Jahrhunderts die schlechte Qualität der Magerochsen nicht mehr, und so nahm von 1480 an die Zahl von Frühjahrstriften stetig zu. In diesen Triften der Monate März und April konnten über den Winter gemästete Magerochsen als export- und marktfähige Stallochsen zu den Märkten in Lübeck und Hamburg, später auch Wedel getrieben werden. Im Jahr 1485 waren es 2.491 Stallochsen, welche die Gottorfer Zollstelle passierten. Im Jahr 1491 hatte sich die Zahl auf 6.698 Ochsen bereits fast verdreifacht. 1501 und 1508 waren es dann schon 9.615 bzw. 9.301 Ochsen, und für 1519–1520 ist das stetige Wachstum mit 13.612 Ochsen bestätigt. Für die folgenden gut 20 Jahre fehlen die Rechnungsbücher der Schleswiger Zollstelle, doch für 1545 und 1547 liegen wieder Zahlen vor: Mit 39.221 bzw. 33.778 Stallochsen waren jetzt jährliche Exportmengen erreicht, die den seit Mitte der 1520er Jahre erhöhten Marktbedarf widerspiegeln. Der prozentuale Anteil des Frühjahrsauftriebes hatte sich im selben Zeitraum von 19 % auf 92 % erhöht.
Einige Jahre später entstand in Wedel der berühmte Ochsenmarkt, auf den mehr als 200 Jahre lang ein Großteil des jütländischen Ochsenauftriebes zulaufen sollte. Der Markt verdankt sein Entstehen dem kriegerischen Konflikt zwischen Dänemark und den Niederlanden der Jahre 1541–1544. Die schaumburgische Herrschaft Pinneberg, in der die Rolandstadt lag, war in jener Zeit ein neutrales Gebiet, in dem niederländische Aufkäufer dänische Händler und Ochsentreiber treffen konnten.
Der Höhepunkt des Ochsenexports aus Dänemark war im Zeitraum 1610–1620 mit jährlich 40.000–45.000 Ochsen erreicht, darunter 5.000–7.000 aus dem Herzogtum Schleswig. Während des Dreißigjährigen Krieges und der Dänisch-Schwedischen Kriege sank der Export auf weniger als die Hälfte dieser Zahlen ab und erreichte erst um 1695 wieder eine Menge von 25.000 Tieren. Es folgte das 18. Jahrhundert hindurch, bedingt durch niederländische Zollrestriktionen, ein stetes Absinken des Exports bis auf wenige tausend Tiere je Jahr, und nur von 1790 bis 1804 kam es noch einmal zu Exportzahlen von 20.000 bis 25.000 Ochsen. In der Folge der enormen Veränderungen, die Gesellschaft, Politik, Landwirtschaft und Handel in diesem Zeitraum erfuhren, endete danach der dänische Ochsenexport über die Landwege. Dabei dürfte die Aufhebung der Leibeigenschaft in den Jahren 1800 (Dänemark) und 1805 (Herzogtümer) eine Rolle gespielt haben. Nun war es den Grundherren nicht mehr möglich, ihre hörigen Bauern zum winterlichen Aufstallen von Magerochsen zu zwingen, wie es seit 300 Jahren zu Lasten der Bauern geschehen war.

### Grasochsen, „Fodernod“ und Stallochsen
Bei den Bauern wuchsen die jungen Ochsen als Grasochsen über 4–5 Jahre auf den Weiden auf. In den Wintermonaten wurden die Ochsen aufgestallt, unter „Fodernod“ gehalten und hießen auch so. Nach einer Verordnung von König Frederik II. vom August 1550 waren die Bauern sogar „pligtige at holde fodernod“. Die so gehaltenen Tiere waren im Frühjahr nicht imstande, ohne Hilfe auf die Beine zu kommen. Nach dem letzten Weidejahr wurden die Grasochsen bzw. Fodernod an adelige Güter verkauft, denn nur dort durften während der voll entwickelten Stallochsen-Wirtschaft (ab etwa 1540) die Ochsen für Verkauf und Transport gemästet werden. Erst nach der Wintermast galten die Ochsen als „Stallochsen“ und kamen als solche auf die Ochsentrift. „Der Export von Grasochsen und gesalzenem Fleisch war nun (ab 1550) verboten, das stallgefütterte Veredelungsprodukt sollte das Einzige auf dem Markt sein“. Dies garantierte dem Adel eine nicht versiegende, monopolistische Einkommensquelle.

### Kleinrinder von 1 m Risthöhe
Die für den Transport ausgemästeten Stallochsen sind nicht mit unserem heutigen Rind zu vergleichen. Sie wogen zwischen 200 und 250 kg bei Risthöhen von um 1 m, und erst für das 18. Jahrhundert wird von Tiergewichten von 250 bis 280 kg berichtet. Heute erreichen Jungbullen in der Mast ein Gewicht von 400 kg innerhalb eines Jahres. Milchkühe haben ein Gewicht von 650 kg bei Risthöhen von um 1,45 m. Das Angler Rind alter Zuchtrichtung, das zwischen den dänischen Naturrassen-Rindern der frühen Neuzeit und den modernen Rindertypen steht, bringt heute Tiergewichte von um 400 kg bei ursprünglich (um 1900) 300 kg. Das alte Angler Rind unterschied sich der Größe nach kaum vom Jersey-Rind. Diese als ausgesprochen klein bekannte altenglische Rinderrasse bringt ebenfalls Tiergewichte von um 400 kg bei Risthöhen von 1,2 m. Das Galloway-Rind schließlich, das häufig von Museen zur Vermittlung des Aussehens alter Rindertypen genutzt wird, bringt Gewichte zwischen 500 und 800 kg auf die Waage bei Widerristhöhen von um 1,2 m. Galloway-Rinder sind deshalb für entsprechende Museumszwecke eher ungeeignet.
Eine realistische Vorstellung vom Aussehen spätmittelalterlicher und frühneuzeitlicher Rinder geben allein Formen des Illyrischen Rindes wie das Busha-Rind oder das nur in wenigen hundert Exemplaren erhaltene blaue Prespa-Rind. Diese in Makedonien, Albanien, Montenegro und dem Kosovo beheimateten Kleinrinder wiegen 220 bis 300 kg bei Risthöhen von 1 bis 1,15 m. Der Bestand des Busha-Rindes ist während des Balkankrieges (1992–1995) nach dem Bericht der Weltgesundheitsorganisation FAO schwer beschädigt worden. Vom Prespa-Rind sind nur noch wenige Dutzend Exemplare erhalten. Am nächsten kommt diesen Rindern das irische Dexter-Rind, das um 300 kg schwer wird und Risthöhen von 1 bis 1,1 m aufweist.